# Hess Creek
Pour les articles homonymes, voir Hess.
Hess Creek est un cours d'eau d'Alaska, aux États-Unis située dans la  région de recensement de Yukon-Koyukuk. C'est un affluent du fleuve Yukon.

## Description
Long de 50 milles (80 km), il prend sa source au confluent des rivières North Fork et South Fork et coule en direction de l'ouest pour se jeter dans le fleuve Yukon, à 18 milles (29 km) au nord-est de Rampart.
Son nom lui a été donné par les prospecteurs qui y avaient découvert de l'or en 1892 en honneur de Mike Hess. Son nom indien était Yokuchargut.

## Sources
- (en) « Hess Creek », Geographic Names Information System